# John Reading
John Reading (ur. ok. 1685, zm. 2 września 1764 w Londynie)  – angielski organista i kompozytor epoki baroku.
Komponował sonaty i fantazje na organy w stylu włoskim. W 1710 wydał zbiór: A Book of New Songs. Był członkiem Royal Society of Musicians.
W 1719 jego uczniem został John Stanley (1712–1786). 